# بلاژیو (هتل و کازینو)
بلاژیو (به انگلیسی: Bellagio) نام یک هتل و کازینوی معروف در شهر لاس وگاس در آمریکا است. این هتل از جمله هتل‌هایی است که توسط استیو وین ساخته شد.

## آب‌نمای بلاژیو
آب‌نمای بلاژیو (به انگلیسی: Bellagio Fountains) اولین آب‌نمای اجرا شده در جهان است که توسط شرکت Wet ساخته و اجرا شده‌است. آبنمای برج خلیفه نیز از همین آب‌نما اقتباس شده و مجری آن شرکت Wet می‌باشد.
این آب‌نما که در مساحتی حدود ۳/۱۱۴ مترمربع ساخته شده، در هر بار نمایش، ۳۰ دقیقه رقص آب را همراه با نور و موسیقی اجرا می‌کند.
این آب‌نما ۱۲۰۰ نازل آب، بیش از ۴ هزار ۵۰۰ چراغ و ۷۹۸ پرتاب‌کننده آب کوچک، ۱۹۲ پرتاب‌کننده بزرگ و ۱۶ پرتاب‌کننده خیلی بزرگ دارد.
کارمندان شرکت WET توانسته‌اند ۲۹ رقص متفاوت برای ۲۹ آهنگی که در این دریاچه پخش می‌شود، طراحی کنند. این پرتاب کننده‌ها با اوج گرفتن موسیقی، آب را تا ارتفاع ۱۵۰–۷۰ متری پرتاب می‌کنند و با آرام شدن آهنگ، آب را به آرامی به اطراف می‌پاشند.
مهندسان این آب‌نما دستگاهی رباتیک را در کل مجموعه به کار گرفته‌اند که بتواند آب را با ۱۲۰ درجه تغییر از راست به چپ، چپ به راست و از جلو به عقب و بالعکس جابه‌جا کند. به علاوه در همین زمانی که نازل‌ها، آب را به راست، چپ یا جلو و عقب می‌رانند، چراغ‌های آبنما روشن می‌شوند و جریان آب را دنبال می‌کنند.
این آب‌نما یک دستگاه تولید مه نیز دارد که در زیر آب تعبیه شده، تمام دریاچه را با مه می‌پوشاند و سپس ۴ هزار چراغ از بخش زیرین، بالا و پایین رفتن آب را دنبال می‌کنند و به نوبت چشمک می‌زنند.
فیلم یازده یار اوشن به کارگردانی استیون سودربرگ در سال ۲۰۰۱ در مجموعه هتل-کازینو و آب‌نمای بلاژیو فیلم‌برداری شده‌است.

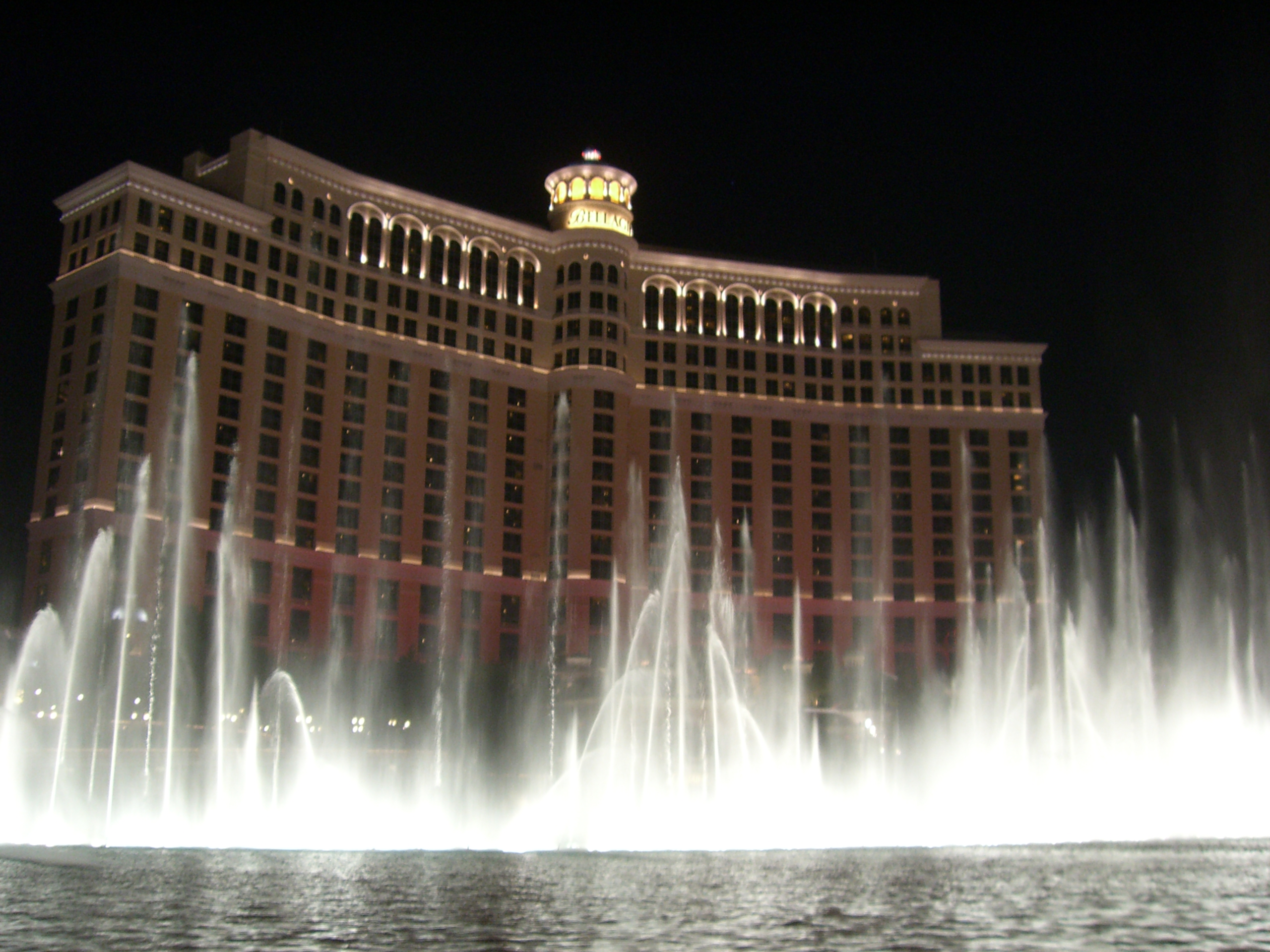
فواره‌های بلاژیو از جذابیت‌های معروف این هتل است.

## نگارخانه

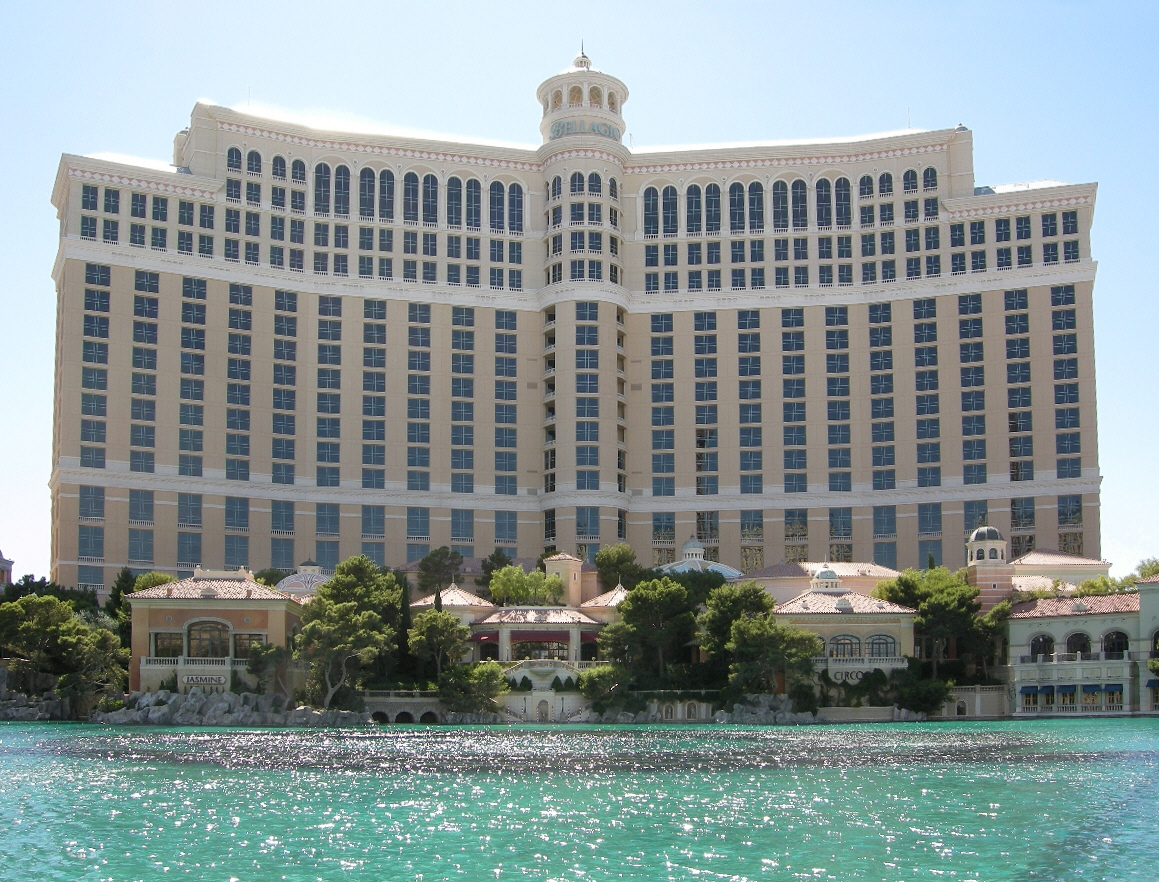
نمایی از آب‌نمای بلاژیو
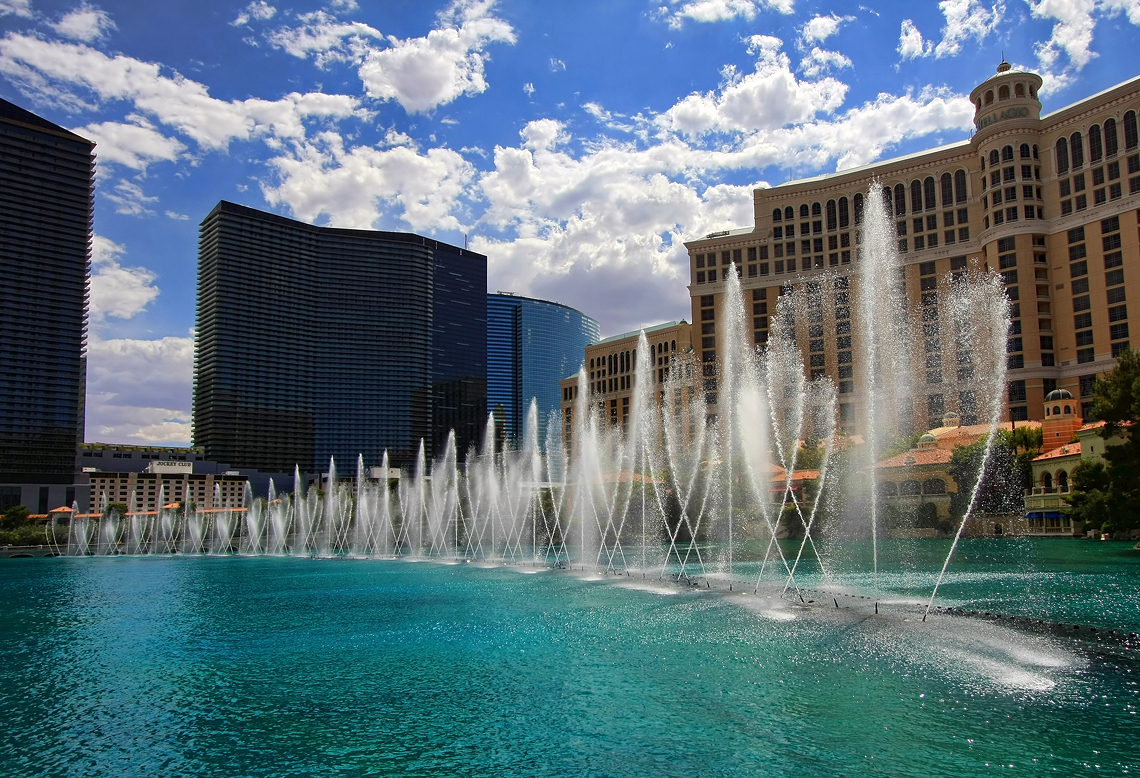
نمایی از آب‌نمای بلاژیو در روز
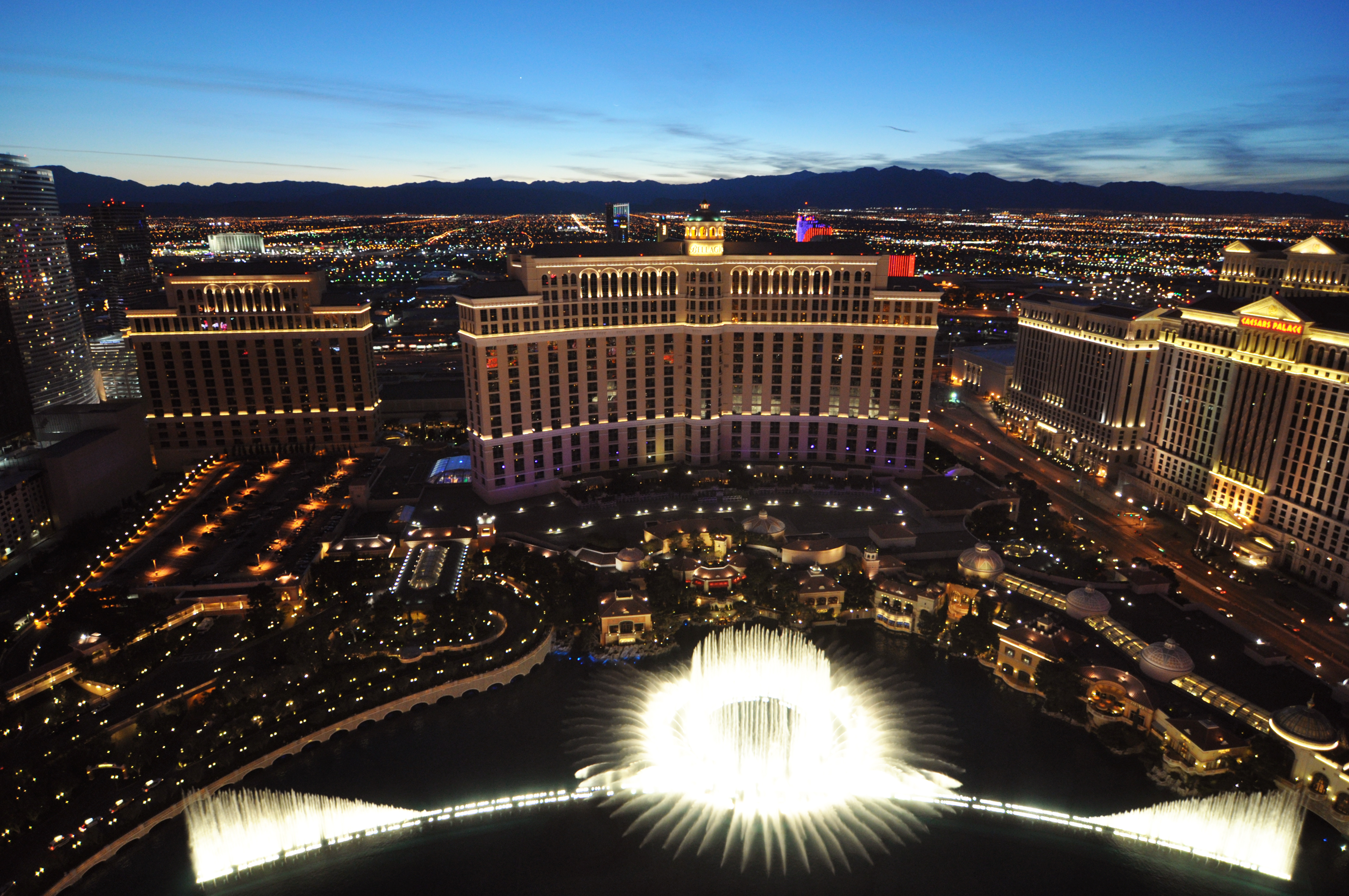
نمایی از آب‌نمای بلاژیو در شب